# Mindy Robinson

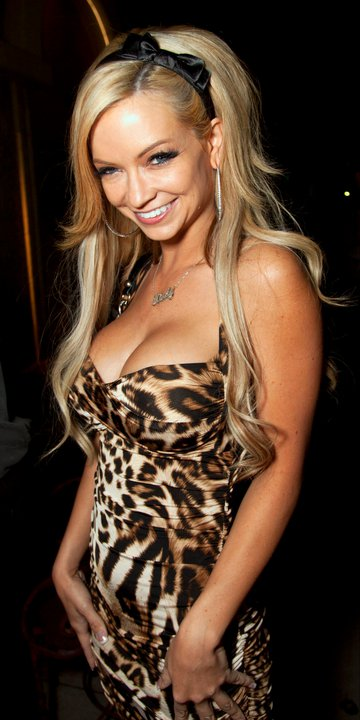
Mindy Robinson (2011)

Mindy Robinson (* 14. Februar 1980 in Fall River, Massachusetts) ist eine US-amerikanische Schauspielerin und Model.

## Karriere
Mindy Robinson wurde 1980 in Fall River, Massachusetts geboren. Sie besuchte die Bristol County Agricultural High School in Dighton bis 1998, anschließend besuchte sie die California State University in San Bernardino, welche sie 2006 mit einem Bachelor-Abschluss in Amerikanische Geschichte verließ.
Robinson hatte Auftritte in den Musikvideos der Band LMFAO Sexy and I Know It (2011) und Sorry for Party Rocking. Nach einigen unerwähnten Anstellungen bei Filmen wie Ted, Pain & Gain und Iron Man 3 folgten Auftritte in TV-Shows und Fernsehserien wie CSI: Vegas und in der Seifenoper Zeit der Sehnsucht als Stripperin.

## Filmografie (Auswahl)
- 2011: Sexy and I Know It (Musikvideo)
- 2011: 3am Show (Kurzfilm)
- 2012: Sorry for Party Rocking (Musikvideo)
- 2012–2013: Veronique Von Venom: Horror Hostess Hottie (Fernsehserie, 13 Episoden)
- 2012–2014: CSI: Vegas (CSI: Crime Scene Investigation, Fernsehserie, drei Episoden)
- 2013–2015: King of the Nerds (Fernsehserie, 12 Episoden)
- 2013: Bounty Killer
- 2013: S-VHS aka V/H/S 2
- 2013: Gingerdead man vs. Evil Bong
- 2013: Lizzie Borden's Revenge
- 2013: The Impaler
- 2013: The Bitch That Cried Wolf
- 2014: Zeit der Sehnsucht (Days of our Lives, Fernsehserie, zwei Episoden)
- 2014: Stretch
- 2014: Alpha House
- 2014: Sex, Gras & Zombies!
- 2014: Live Nude Girls
- 2014: Going to America
- 2014: Stretch
- 2014: Fason Nou
- 2014: Club Lingerie
- 2015: Hallucinogen
- 2015: All American Bikini Car Wash
- 2015: Mansion of Blood
- 2015: Bikini Model Academy
- 2015: Road Hard
- 2015: A Blood Story
- 2015: Evil Bong 420
- 2015: Despair Sessions
- 2015: A Blood Story
- 2015: Ballet of Blood
- 2015: Street
- 2016: Hello California (Fernsehserie, vier Episoden)
- 2016: Range 15
- 2016: Non-Stop to Comic-Con
- 2016: Evil Bong: High 5
- 2016: The American Gandhi
- 2017: Check Point
- 2017: You Can't Have It
- 2017: Evil Bong 666
- 2017: You're Gonna Miss Me
- 2017: Adam K
- 2017: The Doll
- 2018: Evil Bong 777
- 2018: Treasure Hunter – Legend of the White Witch
- 2019: The Circuit
- 2019: The Immortal Wars – Resurgence
- 2020: Brides of Satan
- 2020: Stay Off the App
- 2021: Roe v. Wade
- 2021: Poker Run
- 2021: Knucks
- 2021: For the Hits
- 2022: Dark Angels – The Demon Pit
- 2022: Clown Motel 2
- 2022: Bleach